# Parks Road, Oxford
Parks Road, tidigare kallad Park Street, är en väg i Oxford, England, omgiven av flera av Oxfords universitets college. Den löper i nord-sydlig riktning, med den norra ändpunkten vid korsningen med Banbury Road och Norham Gardens där den övergår i Bradmore Road, till korsningen med Broad Street och Holywell Street där den övergår i Catte Street i söder.
Vägen har sitt namn efter universitetsparkerna, som ligger utefter den östra sidan av gatans norra del. Mittemot parkområdet ligger författaren Joyce Carys tidigare bostad, utmärkt med en plakett.
Vid ungefär halva sträckan ansluter South Parks Road från öster. Området som avgränsas av University Parks, Parks Road och South Parks Road utgör sedan början av 1900-talet universitetets campus för naturvetenskap, där idag fysikbyggnaden Clarendon Laboratory och institutionerna för ingenjörsvetenskap och materialvetenskap ligger i anslutning till vägen. Vid korsningen med Keble Road ligger även Oxford University Computing Laboratory.
Keble College och Wadham College har sina huvudingångar från Parks Road, medan St John's College och Trinity College har baksidan av sina byggnadskomplex vända mot vägen. Reuben College, grundat 2019, ligger också här, i Radcliffe Science Librarys tidigare byggnad.
Oxford University Museum of Natural History ligger på Parks Roads östra sida, mitt emot Keble College.
Vid Parks Roads södra ände ligger Weston Library, de renoverade 1900-talsbibliotekslokalerna som är en del av Bodleianska biblioteket. Här ansluter Broad Street i väster och vid puben King's Arms på östra sidan ansluter Holywell Street i öster.